# Mecanismos de transmisión del dengue

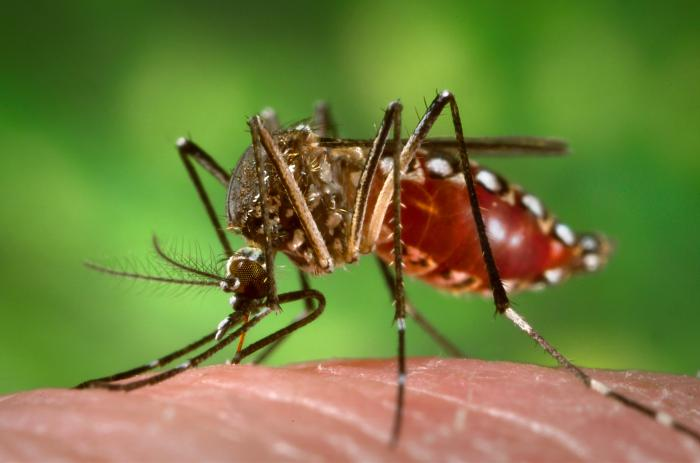
Aedes aegypti durante una picadura en humanos.

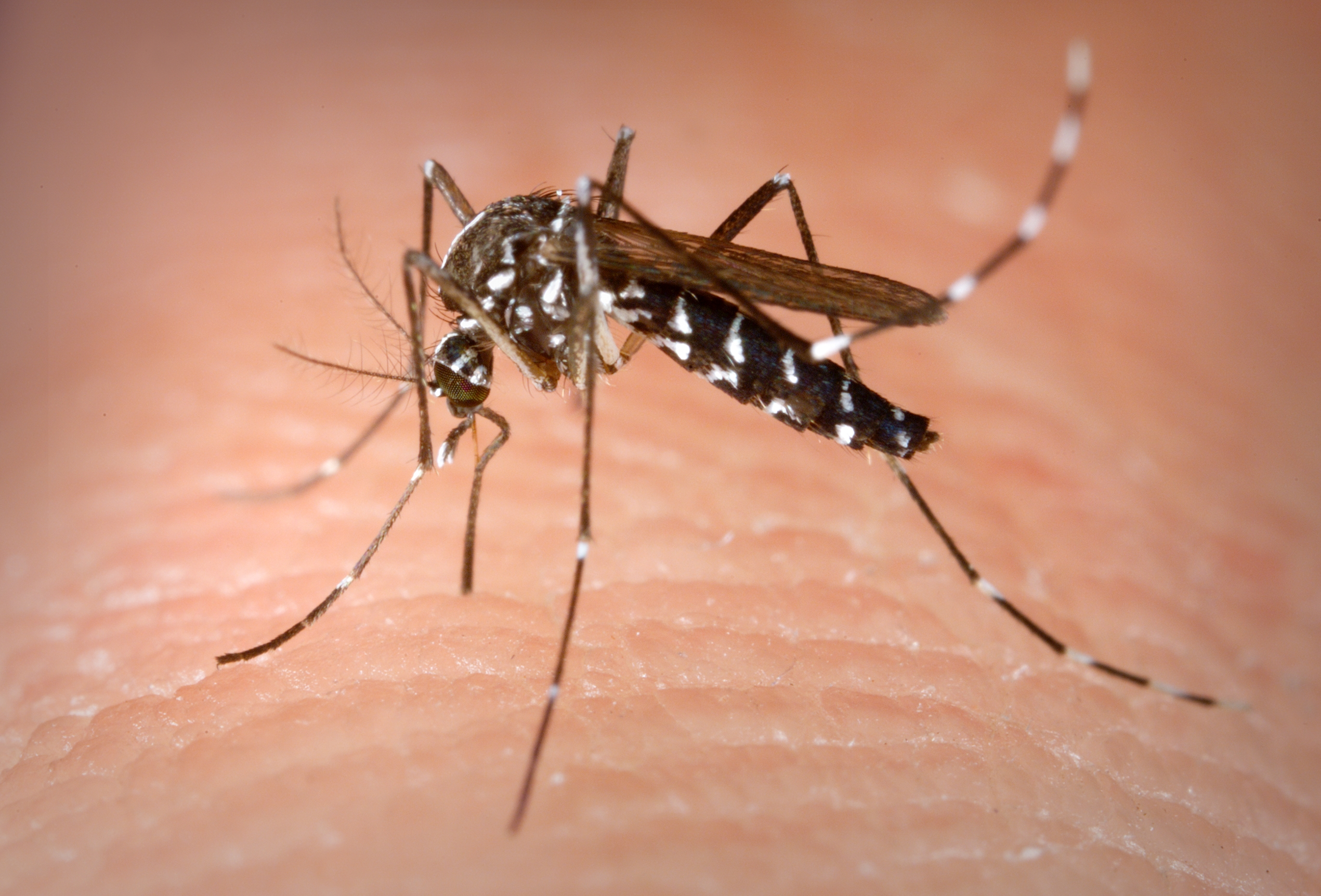
Aedes albopictus picando a un humano.

La transmisión del dengue es a través de la picadura de mosquitos infectados del género Aedes. Siendo las principales especies transmisoras Aedes aegypti, Aedes albopictus, Aedes scutellaris, Aedes africanus (Theobald) y Aedes luteocephalus (Newstead).

## Ciclos de transmisión del virus del dengue
La transmisión de virus del dengue comprende dos ciclos: Intrínseco y Extrínseco.

### Intrínseco
La etapa intrínseca ocurre en el organismo humano durante la viremia, desde un día antes de la aparición de fiebre hasta el día sexto de enfermedad.

### Extrínseco
La etapa extrínseca (en mosquitos) es en la que el virus se multiplica durante un período de ocho a doce días, y luego migra a las glándulas salivales. Desde entonces, el vector se vuelve competente para transmitir la enfermedad al final de la vida, que es de seis a ocho semanas para Aedes aegypti.
Las especies de los subgéneros Finlaya (Aedes niveus (Ludlow)) y el subgénero Diceromyia (Aedes taylori (Edwards) y Aedes furcifer (Edwards)) parecen ser importantes en la permanencia del virus del dengue en los bosques de Asia y África . Además de los mencionados, otras especies de mosquitos del género Aedes resultaron ser competente para transmitir el virus del dengue.

## Los ciclos en los lugares de transmisión
En otro enfoque, también denominado ciclos, es en relación con los lugares donde la transmisión se produce, y los ciclos básicos son: silvestre, población rural/suburbana y urbana.

### Ciclo silvestre
Este ciclo se desarrolla en primates no humanos y mosquitos de hábitos silvestres que habitan en el dosel de los bosques. Los principales mosquitos transmisores, provienen de Asia de los subgéneros Finlaya o Stegomyia comprobándose la especie portadora Aedes niveus, del cual fue aislado el DEN-4 en Malasia y un DEN de serotipo desconocido en Vietnam. En África se desarrollan los subgéneros Stegomyia y Diceromyia de los cuales se aisló el DEN-2 de mosquitos colectados en la selva. Las especies desarrolladas fueron el Aedes africanus, Aedes luteocephalus, Aedes opok (Corbet & Van Someren) del subgénero Stegomyia; y, Aedes taylory y Aedes furcifer del subgénero Diceromyia. Las muestras de mosquitos en que se había aislado el DEN-2 se compone de dos machos, lo que sugiere que la transmisión transovárica puede jugar un papel en el mantenimiento del ciclo silvestre.
En el continente americano, el ciclo silvestre necesita más estudio. Con el tiempo, los seres humanos participan en el ciclo silvestre, como se observa en Bolivia, en una zona remota, donde el Aedes aegypti no estaba presente, pero la población nativa tenía anticuerpos a DEN-2 neutralizante. Hubo informes de que la población estudiada había viajado fuera de la región. Lo mismo ocurrió en Nigeria a principios de la década de los años 70, en los seres humanos que habitan las zonas donde el Aedes aegypti no era dominante.
En Brasil, el Aedes albopictus se ha encontrado, que habita en los bosques de la región del Estado de São Paulo y Mato Grosso do Sul, pudiendo servir como un puente para iniciar el ciclo silvestre del dengue.

### Ciclo rural/suburbano
El ciclo rural/suburbano involucra a seres humanos y los mosquitos Aedes albopictus, Aedes polynesiensis (Marks), Aedes aegypti y Aedes mediovitatus.
El vector del Aedes albopictus típicamente rural, aunque a veces juega un papel secundario en ciclo urbano. El ciclo de zonas rurales de Asia, se produce en pequeños brotes aislados y esporádicos que por lo general no son reportados a las autoridades sanitarias. La importancia de estos episodios por lo tanto puede ser subestimada cuando se compara con las grandes epidemias urbanas; (Hawley 1988).
En Estados Unidos, no hay reportes de brotes típicamente rurales, aunque el Aedes albopictus se encuentra en zonas rurales. Los brotes ocurren generalmente en la periferia de los centros urbanos. Un estudio sugiere que en las islas del Caribe, donde no hay primates, el ciclo se mantendría por Aedes mediovittatus, los mosquitos silvestres que han migrado al entorno suburbano y rural. Esto presenta hábitos similares al Aedes aegypti que es altamente antropofílico y ávido, y la permanencia del virus probablemente lo haría en función análoga a la del Aedes albopictus en Asia. En este ciclo, la transmisión transovárica parece tener cierta importancia.

### Ciclo urbano
El ciclo urbano se mantiene entre los seres humanos y principalmente por el Aedes aegypti, con la participación de Aedes albopictus y Aedes polynesiensis. En este ciclo, la transmisión transovárica tiene importancia y participación mínima, o incluso nula.
En el continente americano, la transmisión se produce en los centros urbanos, principalmente mediada por Aedes aegypti. Es considerado como el único vector de la enfermedad en el territorio de los Estados Unidos, incluso en las regiones donde hay infestación doble, es decir, donde coexisten Aedes albopictus y Aedes aegypti, como es el caso de varios municipios del estado de São Paulo.

## Transmisión vertical
BOSIO et al. (1992) estudiaron la incidencia de la transmisión vertical del virus del dengue en poblaciones de Aedes albopictus, bajo condiciones de laboratorio. Utilizando cinco poblaciones geográficamente distintas, tres estadounidenses (Indianapolis, Houston, Nueva Orleans ) y dos de Asia (Singapur y Japón). Como controles, se utilizó una población de Aedes albopictus en el laboratorio (Oahu) y uno de Aedes aegypti . La gran variación en la transmisión es mayor entre la población y también entre las familias de la misma población. El análisis estadístico, sin embargo, mostró que las diferencias no fueron significativas. Variaciones similares se observaron en los estudios sobre el ADN y aloenzimas. La competencia para la transmisión individual vertical en algunas familias fue similar o mayor que las otras especies del grupo scutellaris, incluyendo el Aedes mediovittatus, la transmisión más eficiente, todavía. Las tasas de infección en la generación F1 se encontraron mucho más altas que las observadas en estudios anteriores, lo que sugiere que éstas podrían haber sido subestimadas. La vía de transmisión vertical del virus del dengue en Aedes albopictus no se consideró muy importante en la naturaleza y es rara aún. Sin embargo, el Aedes albopictus ha demostrado ser un vector vertical competente y capaz de proporcionar el DEN-1 como mecanismo para superar el invierno y mantener el ciclo de vida durante períodos entre epidemias.
En relación con la transmisión sexual, se encontró que los mosquitos machos pueden contaminar a las hembras, especialmente si albergan el virus por más de siete días y la hembra ha recibido comida de sangre por lo menos 2 días antes del apareamiento, lo cual es raro en el ambiente natural. Sin la comida, la tasa de contaminación es baja. Las hembras probablemente no son capaces de transmitir el agente infeccioso a través del sexo, y si lo hacen, la tasa es baja. Los machos colectados infectados por el DEN-1 en la naturaleza, generalmente lo son por la vía vertical y muy raramente por la vía oral, por la ingesta del néctar contaminado.
Otros ejemplos de transmisión vertical fuero observados en Aedes albopictus refiriéndonos a los virus de La Crosse, Saint Louis y San Angelo. Respecto a este último, vale la pena citar, como ejemplo, en el estudio en línea del Aedes albopictus a fin de estimar la tasa de transmisión transovárica (TTO) del virus de San Angelo. La población original de Aedes albopictus seleccionado por su alta eficiencia en TTO a San Angelo, se mantuvo durante 38 generaciones, y Tasa de infección filial (TIF) osciló entre generaciones, de acuerdo con la presión selectiva aplicada. Cuando se liberó la presión, el TIF se cayó y, cuando se pronuncia, el THF se recuperó rápidamente. Las hembras de Aedes albopictus que fueron infectados por vía transovárica eran más eficientes en la transmisión del virus por esa ruta que las infectadas artificialmente.
Aunque el Aedes albopictus y los virus de San Angelo no están asociados de forma natural, constituyen un valioso modelo experimental para estudiar los factores que influyen en el grupo de TTO Bunyavirus. En la actualidad, los territorios de dispersión del virus y el mosquito ya se solapan lo que representa una amenaza más para la salud pública.
Según BOSIO et al. (1992), la transmisión horizontal del virus del dengue por Aedes albopictus es variable.
Gubler y Rosen (1974) estudiaron la replicación de los cuatro serotipos del virus del dengue en Aedes albopictus machos y hembras, que se infectaron por vía parenteral, y tenían títulos altos en ambos sexos.
GUBLER y Rosen (1977), la comparación de los títulos logrado después de la infección parenteral (en machos y hembras) y oral (en las hembras) observó que las hembras de los títulos eran cinco veces mayor que en los machos, y las personas infectadas por vía oral, tuvieron valores más altos que para la infección parenteral.

## Transmisión horizontal
Rosen et al. (1985) estudiando la sensibilidad de las distintas especies y las poblaciones de mosquitos en cuatro serotipos de dengue, se dieron cuenta de que, sorprendentemente, varios Aedes comunes son más susceptibles a la infección oral para cada uno de los cuatro serotipos del dengue que el Aedes aegypti, incluyendo el Aedes albopictus. En general, cuando una población o especie es sensible a un serotipo será también a los otros tres. Casi todas las especies Aedes probadas fueron uniformemente sensibles a la infección por vía parenteral. El virus del dengue replica normalmente en la medida que los mosquitos son infectados, tanto por vía oral como parenteral.
BOROMISA et al. (1987) también estudió la susceptibilidad oral a diversos virus del dengue en poblaciones de Aedes albopictus, un patrón en (Ohau), tres de América (Houston, Memphis, y Nueva Orleans), tres en Malasia y uno de Japón, que se compararon con una población de Estados Unidos del Aedes aegypti. Los Aedes albopictus fueron más sensibles a la infección oral que el Aedes aegypti. Las poblaciones de América difieren entre sí, especialmente entre Houston y los otros dos. Hubo una marcada variación en la susceptibilidad entre las poblaciones y las barreras a la infección, localizada en el intestino, son las más importantes, aunque las glándulas salivales también estaban presentes. El pueblo estadounidense ha tenido resultados similares a la población de Japón y a la de Malasia, lo que apoya la hipótesis del origen de los Aedes albopictus que se establecieron en los Estados Unidos.
La importancia de las barreras intrínsecas a la infección y la transmisión deben ser considerados en el estudio de la competencia del vector, especialmente en la evaluación de la función de que una población dada puede jugar en la transmisión de virus en la naturaleza. Sin embargo, hasta la fecha, ningún estudio ha evaluado estos obstáculos intrínsecos en relación con la transmisión del dengue.